# Wattenbek
Wattenbek er en kommune og en by i det nordlige Tyskland, beliggende i Amt Bordesholm i den sydøstlige del af Kreis Rendsborg-Egernførde. Kreis Rendsborg-Egernførde ligger i den centrale del af delstaten Slesvig-Holsten.

## Geografi
Wattenbek ligger omkring ti kilometer nord for Neumünster i landlige omgivelser. Mod vest løber Bundesautobahn 215 fra Neumünster mod Kiel samt Bundesautobahn 7, der forbinder Flensborg og Danmark med Hamborg. Mod øst går Bundesstraße 404 fra Bad Segeberg mod Kiel.
En del af Naturschutzgebiet Dosenmoor der er et højmoseområde ligger i kommunen.